# Ron Jeremy
Ronald Jeremy Hyatt (nascut el 12 de març de 1953) és un antic actor pornogràfic, cineasta, actor de cinema i comediant stand-up.
Anomenat "L'eriçó", Jeremy va ser classificat per AVN al número 1 de la seva llista "50 millors estrelles del porno de tots els temps". Jeremy també ha fet diverses aparicions en mitjans no pornogràfics, i el director Scott J. Gill va filmar un documental sobre ell i el seu llegat, Porn Star: The Legend of Ron Jeremy, que es va estrenar el 30 de novembre de 2001 arreu del món i en mitjans domèstics i descàrrega digital el 25 de març de 2003.

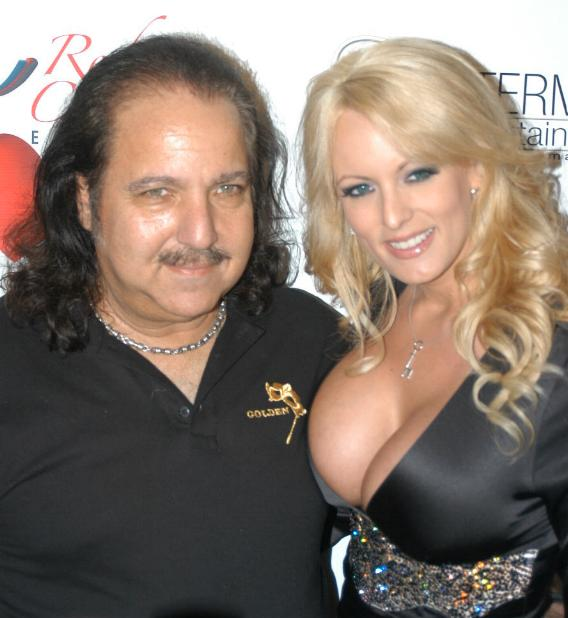
Jeremy i Stormy Daniels a la festa d'aniversari de Jeremy el març de 2007

El 29 de gener de 2013, Jeremy va ingressar al Cedars-Sinai Medical Center després d'haver experimentat un fort dolor al pit. Els metges van descobrir un aneurisma prop del seu cor i va ser operat l'endemà. Tres setmanes després, va ser donat d'alta de l'hospital.
Jeremy ha estat acusat d'agressió sexual més d'una dotzena de vegades al llarg dels anys. El juny de 2020, Jeremy va ser acusat de quatre delictes de violació i agressió sexual contra quatre dones, i l'agost de 2020, va ser acusat de 20 delictes més de violació o agressió sexual durant un període de 16 anys des del 2004 fins al 2020 que va involucrar 12 dones i una noia de 15 anys. Després d'una investigació posterior, va ser acusat de 30 delictes d'agressions sexuals amb 21 víctimes i, des de desembre de 2021, estava a la presó a l'espera del judici previst per al maig de 2022.

## Primers anys
Ronald Jeremy Hyatt va néixer a Queens, Nova York, en una família de classe mitjana jueva de Rússia i Polònia. El seu pare, Arnold (nascut el 1918), era metge i professor al Queens College, CUNY, i la seva mare editora de llibres que va servir en l'O.S.S. durant la Segona Guerra Mundial, ja que parlava amb fluència alemany i francès.
Es va graduar a la Benjamin N. Cardozo High School.

## Carrera en el cinema porno

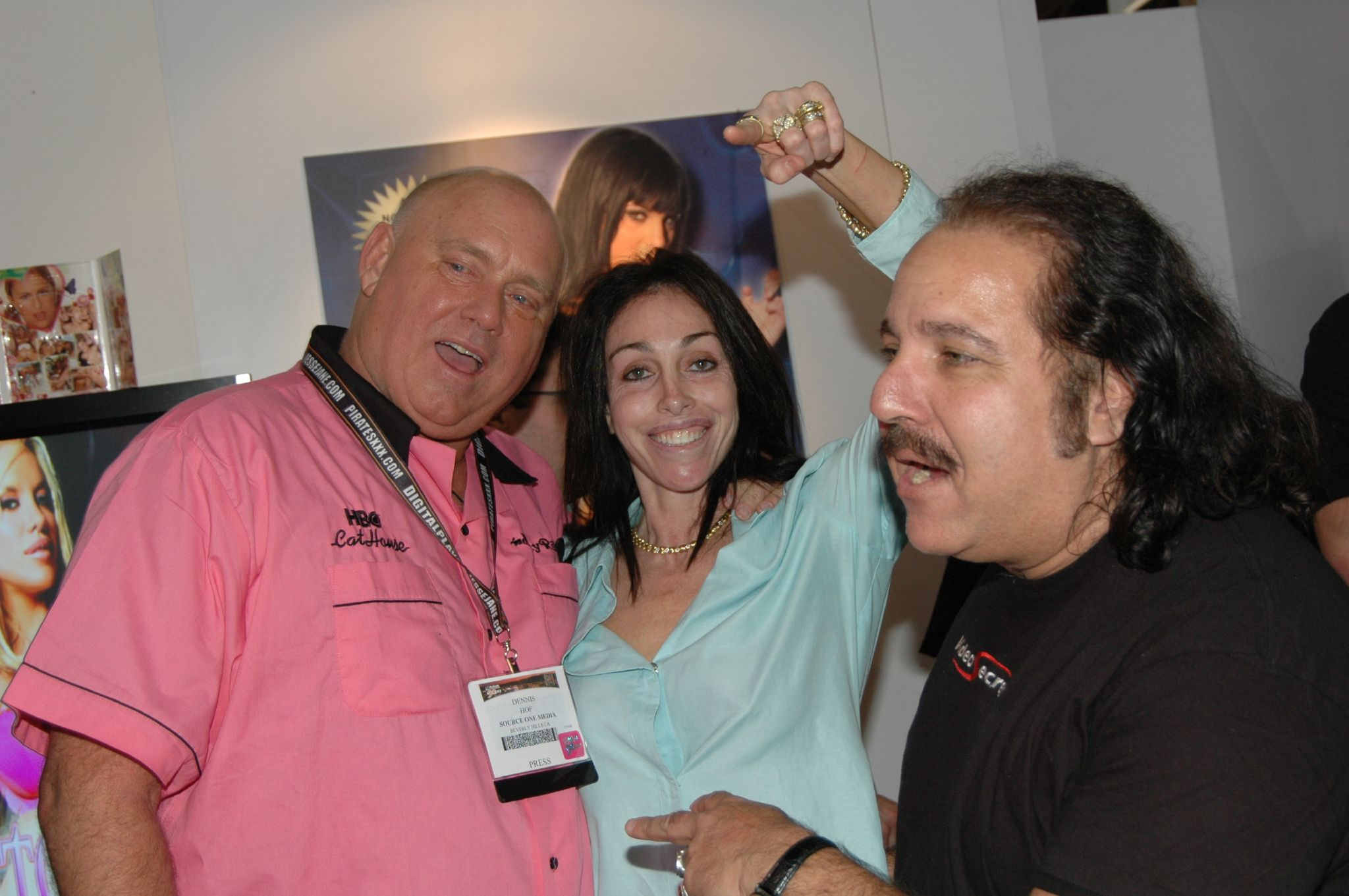
Dennis Hof, Heidi Fleiss, i Jeremy a l'Adult Video Network Convention a Las Vegas, 2006

Jeremy va deixar la professió docent (la va anomenar el seu "ace in the hole") per seguir una carrera legítima d'actor al Broadway. Ha dit que va aprendre llavors com era estar trencat, sense guanyar diners com a actor que "va passar gana Off-Broadway". En Jeremy aviat va trobar feina posant per a Playgirl després que la seva núvia de llavors enviés la seva foto a la revista. Jeremy va aprofitar aquesta oportunitat com a trampolí cap a la indústria del cinema per adults, que considerava un mitjà fiable per mantenir-se a si mateix.
Jeremy va tenir el sobrenom de "L'eriçó" que li va atorgar el seu company actor porno William Margold el 1979 després d'una situació al plató de la pel·lícula porno Olympic Fever. Jeremy va volar des de Nova York per rodar la pel·lícula. S'esperava un clima càlid de Califòrnia, només portava una samarreta i pantalons curts i no portava roba addicional. Durant el llarg viatge en moto fins al plató, situat a prop de Lake Arrowhead, a les muntanyes de Califòrnia, el temps es va deteriorar fins a les condicions de tempesta de neu, que el van refredar fins al punt de gairebé hipotèrmia. En arribar al plató, se'n van portar Jeremy immediatament perquè es descongelés en una dutxa calenta. Quan va acabar, la seva pell havia agafat una tonalitat rosada per les temperatures extremes, i tots els molts pèls del seu cos estaven de punta. El comentari de Margold en veure en Jeremy en aquell moment va ser "Ets un eriçó, amic meu. Un eriçó que camina i parla". Contràriament a la creença popular, el sobrenom no tenia res a veure amb el seu pes, ja que en aquell moment estava bastant en forma física.
Jeremy figura al Guinness World Records per "el major nombre d'aparicions en pel·lícules per a adults"; la seva entrada a l'Internet Adult Film Database enumera més de 2.000 pel·lícules en què ha actuat, i 285 pel·lícules addicionals que ha dirigit. A manera de comparació, John Holmes, la següent estrella masculina amb millor rànquing a les 50 estrelles del porno d'AVN, compta amb 384 crèdits d'actor que figuren a l'IAFD.
Una broma que va rondar la indústria en aquell moment va ser "els actes més perversos que algunes actrius no realitzarien eren bestialitat, sadomasoquisme i sexe amb Jeremy" perquè tenia una aparença atípica per a una estrella porno.
El 2006, Jeremy va iniciar una sèrie de debats sobre pornografia oposant-se al pastor Craig Gross, fundador del lloc web antipornografia XXXchurch.com, visitant diversos campus universitaris dels EUA i del Canadà com a part del "Porn Debate Tour".

## Aparicions no pornogràfiques

### Pel·lícules
Fora de la indústria del cinema per a adults, Jeremy va treballar com a "consultor especial" per a la pel·lícula de 1986 Nou setmanes i mitja. Apareix a la pel·lícula de terror de 1996 They Bite en un paper fent una pel·lícula dins d'una pel·lícula (Invasion of the Fishfuckers) – una altra pel·lícula de terror, ambdues en la mateixa línia que Humanoids from the Deep. També va exercir de consultor a la pel·lícula de 1997 Boogie Nights—que narrava l'aparició de l'estrella porno fictícia Dirk Diggler (Mark Wahlberg, vagament basada en la vida de l'estrella porno John Holmes, que havia estat company de feina de Jeremy)—i la pel·lícula Amb la poli al darrere, en la qual va té un petit cameo com a càmera de notícies. Va interpretar el monstre "Blisterface" al programa infantil d'ABC Bone Chillers. També va aparèixer a la pel·lícula de 1999 The Boondock Saints, va interpretar un barman a Spun de 2002 i va actuar a Zombiegeddon de 2003. Va ser un extra a Els caçafantasmes, va interpretar a un locutor d'un club de striptease a Detroit Rock City, i va tenir un cameo a Killing Zoe i en la paròdia porno, Orgazmo. Alhora, va aparèixer a nombroses produccions estrenades per Troma Entertainment, com Terror Firmer, Citizen Toxie: The Toxic Avenger IV i Poultrygeist.

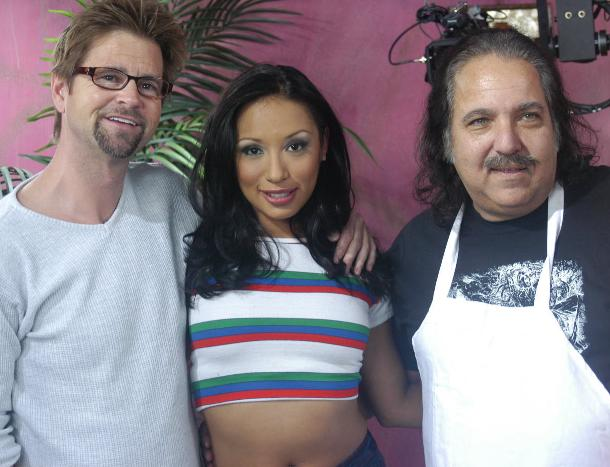
Jeremy al set de Not the Bradys XXX el desembre de 2006

Va ser objecte d'un llarg documental biogràfic, Porn Star: The Legend of Ron Jeremy, publicat l'any 2001 i àmpliament distribuït en DVD pels principals minoristes. En aquest mateix any se'l veu breument al DVD de la banda de heavy metal Fear Factory Digital Connectivity. El 2003, Jeremy va aparèixer com ell mateix a la pel·lícula de comèdia Being Ron Jeremy, una paròdia de Being John Malkovich. Jeremy és un entrevistat freqüent en documentals sobre la indústria del porno, o temes relacionats com ara Fuck: A Fuckumentary.
Va aparèixer al vídeo musical "The Plot to Bomb the Panhandle" de A Day to Remember el 2007 des del seu CD titulat For Those Who Have Heart. El 2007, va aparèixer a la pel·lícula de comèdia Finishing the Game com ell mateix. Jeremy va protagonitzar el 2008 la pel·lícula de terror eròtica I Am Virgin, que es va estrenar el 2010.
Jeremy va tenir un cameo a Crank: High Voltage, interpretant-se a si mateix com un manifestant enfadat pels baixos sous que reben les estrelles porno. Un altre cameo del 2009 va ser a "Stripper: Natasha Kizmet". Apareix una vegada més com ell mateix al llançament del 2009 One-Eyed Monster, una paròdia de pel·lícules de terror basada en la premissa que una força alienígena s'apodera del penis de Jeremy i comença a matar gent al bosc.
Jeremy és l'antagonista/propietari de la lliga principal a la comèdia esportiva Tetherball: The Movie i va aparèixer a la comèdia occidental Big Money Rustlas amb Insane Clown Posse el 2010.

### Televisió
El 1980, Jeremy va competir al programa de jocs Wheel of Fortune, fent servir el seu cognom real, com a Ron Hyatt. Entre altre va guanyar un viatge a Mazatlán.
Jeremy va aparèixer a la segona temporada de The Surreal Life, durant la qual va desenvolupar una estreta amistat amb Tammy Faye Bakker malgrat el seu devot cristianisme i la desaprovació de la pornografia, i va tornar a la franquícia per a la novena temporada de The Surreal Life: Fame Games, en què va quedar segon darrere de Traci Bingham al final de temporada, que es va emetre el 25 de març de 2007. Jeremy també va aparèixer en un segment de Chappelle's Show de Comedy Central. A més, va fer aparicions a Bullshit! de Penn and Teller en episodis sobre engrandiment del penis i circumcisió. El 2005, va aparèixer al reality show del Regne Unit, The Farm. Jeremy també va fer un breu cameo a Lewis Black's Root of All Evil, a l'episodi "YouTube VS Porn", en un breu segment on es mostrava a la gent del carrer un vídeo de pornografia hardcore, i Jeremy rtsr l'únic que li disgustava el vídeo.
Jeremy va ser vist a l'episodi de Robot Chicken, "A Piece of the Action", en el qual Michael Benyaer li va fer la veu. A l'episodi, ell i altres parodien La vida surrealista i El Senyor dels Anells. El segment s'enfonsa amb la mida del seu penis fent que el seu personatge dessequi un cavaller a cavall fent servir res més que el seu penis erecte. Jeremy va aparèixer com ell mateix a l'episodi de 2001 Family Guy "Brian Does Hollywood", en què és presentador d'un programa de premis de la indústria per a adults en què Brian Griffin és un nominat. La còmic Kathy Griffin va tenir una cita amb ell a la tercera temporada del seu reality show, Kathy Griffin: My Life on the D-List. Jeremy també ha aparegut en una part del programa de Comedy Central Tosh.0.
El 2003, Jeremy va aparèixer a The Frank Skinner Show i va fer un duet ("I Got You Babe") amb l'antiga ministra del govern del Regne Unit Mo Mowlam. Jeremy va aparèixer al Chappelle's Show com ell mateix en una parodia anomenada "I si Internet fos un lloc real?", en la qual li pregunta a Dave Chappelle si li agradaria veure algunes de les seves pel·lícules. Jeremy també va aparèixer com a comentarista convidat al programa de notícies de Fox News Channel i a la comèdia de la tarda Red Eye w/ Greg Gutfeld el 2007. Al "Super Karate Monkey Death Car" episodi de Newsradio, es pot veure a Jeremy assegut entre l'audiència a la lectura de Jimmy James, juntament amb Brian Posehn. Jeremy va aparèixer a Tosh.0 com a cita de la noia del ball de graduació. Jeremy va aparèixer a Anthony Bourdain: No Reservations, com ell mateix, als episodis "Food Porn" (temporada 5) i "Food Porn 2" (temporada 6) de Bourdain. També va aparèixer a Silent Library l'any 2010. Al programa era la "Criatura misteriosa" que estava amagada sota un llençol en una gàbia, el concursant l'ha d'alimentar amb pastanagues amb els ulls embenats.

### Música
Jeremy ha aparegut en vídeos de Sublime, Mercury Rev, Moby, Insane Clown Posse, Kid Rock, LMFAO, Everclear, Sam Kinison, Guns N' Roses, Mad Yellow Sun, Los Umbrellos, XXX Rottweiler Hundar (islandès), the Radioactive Chicken Heads, A Day To Remember, Escape The Fate, Christina Linhardt, Necro, Flight of the Conchords, My Darkest Days, Armin Van Buuren, Loud Luxury, The Meices, i Steel Panther. A més, va llançar un senzill de rap anomenat "Freak of the Week" que va assolir el punt 95 a les llistes de rap Billboard; també se’n va produir un vídeo musical. Jeremy va presentar la banda de ska punk de Boston Big D and the Kids Table a la 2011 i 2013 Vans Warped Tour a Carson, Califòrnia i Ventura, Califòrnia, respectivament, i també van aparèixer en el seu nou vídeo de la cançó "One Day". El 2001, va fer una petita aparició en el DVD de la banda Fear Factory de la banda industrial/groove metal Digital Connectivity, on dona la benvinguda a l'espectador, a la part "Digimortal" del DVD, "al món de Fear Factory". El 2008, l'artista de rap de Brooklyn Necro va comptar amb Ron, així com Jack Napier, Rebeca Linares i altres per als vídeos "Who's Ya Daddy" i "I Wanna F**k". El 2011, va aparèixer al vídeo musical de LMFAO per a la cançó "Sexy And I Know It". El 2011, també va aparèixer a l'àlbum Double Vision del grup de rap Bankrupt Records a l'escena "The Ron Jeremy Call".
El 2012, va aparèixer al vídeo musical de la banda de rock canadenca My Darkest Days per a la seva cançó "Casual Sex". El 2013, va aparèixer al vídeo musical de la cançó "This Is What It Feels Like" del famós DJ Armin van Buuren, més tard l'any va aparèixer en una paròdia del vídeo musical de [ "Wrecking Ball" de Miley Cyrus, del YouTuber Bart Baker.

### Videojocs
Jeremy va aparèixer com un personatge jugable al videojoc de 2003 Celebrity Deathmatch videojoc. La seva imatge va ser utilitzada com una fada al videojoc de 2004 Leisure Suit Larry: Magna Cum Laude, en el qual dona consells i consells al personatge principal. Jeremy també protagonitza el videojoc de 2008 BoneTown com el rei de Bonetown i el déu del sexe. Jeremy apareix al videojoc de 2011 Postal III com Raul Chomo, l'alcalde de la ciutat fictícia de Catharsis, Arizona.

### Vídeo
Jeremy va aparèixer en una sèrie de falsificacions de vídeo viral per al lloc web per compartir vídeos Heavy.com. S’hi han falsificat vídeos de Britney Spears, lonelygirl15, Little Superstar i altres. El 2007 va fer un cameo al vídeo "The Plot to Bomb the Panhandle", de la banda A Day to Remember. A més, Jeremy va aparèixer en un episodi de Gorgeous Tiny Chicken Machine Show, titulat "Pamous Movie Star".

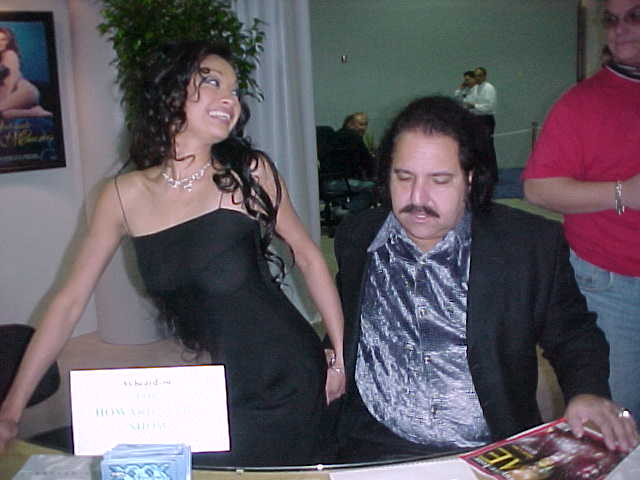
Jeremy al CES, gener 2000

El gener de 2009, Jeremy va aparèixer amb David Faustino (Bud Bundy de Married with Children) en un episodi del programa de Faustino Star-ving, que s'emet a Crackle, igual que el Gorgeous Tiny Chicken Machine Show. El juny de 2009, va fer un cameo al vídeo musical "10 Miles Wide" d'Escape The Fate, juntament amb Dennis Hof i altres intèrprets de vídeos per adults. El desembre de 2010, Jeremy va protagonitzar el vídeo de la paròdia de Break.com Tron Jeremy de la pel·lícula Tron: Legacy. L'octubre de 2013, Jeremy va aparèixer a la paròdia de Bart Baker de "Wrecking Ball" de Miley Cyrus.

### Llibres
Jeremy va publicar les seves memòries, titulades Ron Jeremy: The Hardest (Working) Man in Showbiz, el febrer de 2007. El llibre ha estat publicat per Harper Collins.

### Empreses
El juny de 2009, Jeremy i el soci de negocis Paul Smith van obrir Ron Jeremy's Club Sesso, una discoteca swingers situada al districte financer del centre de Portland (Oregon). El club va ser tancat el 20 de juny de 2015 per problemes legals amb la ciutat.
Jeremy també participa en la comercialització d'una línia de rom "Ron de Jeremy" al qual va prestar el seu nom ("ron" en castellà per "ron"). Els anuncis de televisió del rom amb Jeremy proclamen que és el rom "Ron Style".

## Denúncies d'agressió sexual
Més d'una dotzena de dones han acusat públicament Jeremy d'agressió sexual. Algunes de les denúncies es relacionen amb les seves aparicions a convencions de fans, al·legant que palparia i inseriria els dits als assistents sense el seu consentiment. Els organitzadors de les convencions nacionals d'adults d'Exxxotica Expo van prohibir permanentment a Jeremy dels seus espectacles l'octubre de 2017 després d'una campanya a les xarxes socials de la model de càmera web Ginger Banks. A causa de les al·legacions, la Free Speech Coalition, un grup comercial de la indústria, va revocar el premi Positive Image Award, que li havia lliurat el 2009.
El juny de 2020, Jeremy va ser acusat de quatre càrrecs de violació i agressió sexual per l'Oficina del Fiscal del Districte del comtat de Los Angeles. Jeremy va ser acusat de violar a una noia de 25 anys a una casa de West Hollywood el maig de 2014. També suposadament va agredir sexualment dues dones, de 33 i 46 anys, en diferents ocasions en un bar de West Hollywood el 2017, i està acusat de violar una dona de 30 anys al mateix bar el juliol de 2019. El propietari de Golden Artists Entertainment, Dante Rusciolelli, va anunciar que deixarien de tenir-lo com a client després dels càrrecs. El 27 de juny, Jeremy es va declarar no culpable de tots els càrrecs. Jeremy va publicar la seva resposta als càrrecs a Twitter dient: "Sóc innocent de tots els càrrecs. No puc esperar per demostrar la meva innocència als tribunals! Gràcies a tothom per tot el suport."
Tres dies després de l'acusació inicial de Jeremy, els fiscals van dir que havien rebut 25 denúncies addicionals de mala conducta que implicaven Jeremy, 13 de les quals s'havien produït al comtat de Los Angeles. Des d'aleshores, sis dones més que treballaven a la indústria de l'entreteniment per a adults es van presentar al·legant que Jeremy les havia violat o abusat. El juliol de 2020, un funcionari d'ordre va confirmar que el Departament del Sheriff del Comtat de Los Angeles havia rebut 30 noves denúncies de violació i haver-les grapejat violentament contra Jeremy relacionades amb incidents que van tenir lloc al comtat de Los Angeles des de l'any 2000.
El 31 d'agost de 2020, els fiscals de Los Angeles van presentar 20 càrrecs més que incloïen càrrecs de violació, agressió sexual, sodomia i penetració forçada per objecte estrany contra Jeremy. Els càrrecs van implicar 12 dones diferents d'entre 15 i 54 anys en incidents entre 2004 i 2020. Una dona al·legà que Jeremy la va agredir sexualment en una festa a Santa Clarita el juny de 2004 quan ella tenia 15 anys.
Es diu que l'incident més recent va tenir lloc l'1 de gener de 2020, quan una dona de 21 anys va al·legar que Jeremy la va agredir sexualment fora d'un negoci a Hollywood. Sis dones més van al·legar que Jeremy les va agredir sexualment dins d'un bar de West Hollywood que freqüentava, i una altra dona va al·legar que la va agredir a l'aparcament del bar. Jeremy, que originalment tenia una fiança fixada en 6,6 milions de dòlars quan fou acusat per primera vegada al juny, va ser posat sota custòdia a la Twin Towers Correctional Facility. El 25 d'agost de 2021 va ser acusat d'un total de 30 càrrecs d'agressions sexuals que involucren 21 dones.
Un documental de la BBC que recull la història de les denúncies contra Ron Jeremy i que inclou entrevistes amb algunes de les presumptes víctimes de Ron Jeremy, incloses Ginger Banks i Tana Lee, es va estrenar el novembre de 2021.

## Premis
- 1983 Premis AFAA – Millor actor secundari (Suzie Superstar)[65]
- 1984 Premis AFAA – Millor actor secundari Award (All the way in)[65]
- 1986 Premis AVN – Millor actor secundari—Film (Candy Stripers II)[66]
- 1991 Premis AVN – Millor actor secundari—Video (Playin' Dirty)[66]
- 2004 Premi AFWG – Actuació Crossover de l’any[67]
- 2004 Premi FICEB – Millor actor (The Magic Sex Genie – International film group)[68][69]
- 2006 Premi F.A.M.E. – Actor Adult Favorit[70]